# 韋国清
韋 国清（い こくせい; チワン語:Veiz Gozcingh、1913年9月2日 - 1989年6月14日）は、中華人民共和国の軍人、政治家。中国人民解放軍総政治部主任、中国共産党中央政治局委員などを務めた。最終階級は上将。チワン族出身。

## 経歴
1929年、中国共産主義青年団に加入し、同年夏に農民赤衛軍に加わり、12月に百色起義に参加。紅軍第7軍に編入。1931年、中国共産党に入党。1931年7月、転戦しながら北上して中央革命根拠地に到達し、中国工農紅軍第7軍排（小隊）長、連（中隊）長を歴任。1932年、瑞金中央軍事政治学校に入学。卒業後も同校に留まり、連長や軍事教員を務めた。1933年10月、特科学校工兵営政治委員。第3次から第5次までの反囲剿作戦に参加。1934年10月、軍事委員会幹部団第4営（特科営）営長に任命され、長征に参加。中央紅軍と紅軍第4方面軍が合流すると、紅軍大学特科団代理団長。1935年10月、紅軍学校軍事営（営長：陳士榘）政治委員。1936年11月、
日中戦争時、八路軍総部随営学校校長、中国人民抗日軍政大学第一分校訓練部部長、副校長、山東縦隊隴海南進支隊政治委員、新四軍第3師第9旅政治委員、旅長、第4師副師長を歴任。
国共内戦時、華東野戦軍第2縦隊司令員兼政治委員、蘇北兵団司令員、第3野戦軍第10兵団政治委員。
中華人民共和国建国後は、駐ベトナム軍事顧問団団長、広西省省長、公安軍副司令員、中共広西壮族自治区委員会第一書記、自治区人民委員会主席、自治区政治協商会議主席、広西軍区第一政治委員、中共中央中南局第二書記、中共広東省委員会第一書記、広州軍区第一政治委員、中国人民解放軍総政治部主任、中国共産党中央軍事委員会副秘書長を歴任。1955年、上将の階級を授与。
第1回、第2回、第3回国防委員会委員、第1回全人大常務委員、第4回、第5回、第6回、第7回全人大常務委員会副委員長、第4回、第5回全国政協副主席、中国共産党第8回候補中央委員、中央委員、第9回中央委員、第10回、第11回、第12回中央政治局委員。
1989年6月14日、死去。

## 参考
- 袁偉,張卓 主編 (2001). 中国軍校発展史. 国防大学出版社. ISBN 7-5626-1089-4
- 王健英 (2000). 中国紅軍人物志. 広東人民出版社. ISBN 7-218-03199-4